# Orn Chanpolin
Orn Chanpolin (en camboyano: អ៊ន ចាន់ប៉ូលីន, Nom Pen, Camboya; 15 de marzo de 1998) es un futbolista de Camboya que juega en la posición de centrocampista con el Phnom Penh Crown de la Liga C desde el año 2015.

## Carrera

### Club
| Periodo | Club             |
| ------- | ---------------- |
| 2015-   | Phnom Penh Crown |

### Selección nacional
Ha estado en el proceso de selecciones nacionales desde la categoría sub-20 y llegó a jugar en los Juegos del Sudeste Asiático de 2019. Debutó con Camboya el 4 de octubre de 2017 en la derrota por 1-3 ante Indonesia en un partido amistoso en Bekasi, y su primer gol internacional lo anotó el 20 de diciembre de 2022 en la victoria por 3-2 sobre Filipinas en Nom Pen por el Campeonato de la AFF 2022.

## Logros
- Cambodian Premier League: 2015, 2021, 2022
- Cambodian Super Cup: 2022
- Cambodian League Cup: 2022, 2023